# Thomas Horace Mac Guire
Pour les articles homonymes, voir McGuire.
Ne doit pas être confondu avec Thomas McGuire.
Thomas Horace Mac Guire, né le 21 avril 1849 à Kingston (Ontario) et mort le 13 juillet 1923 à Prince Albert (Saskatchewan), est un homme de loi canadien. 

## Biographie
Après des études à l'Université Queen's de 1866 à 1870, il est admis au Barreau de l'Ontario en 1875. Avocat et conseiller municipal de Kingston, il édite le Kingston Daily News.
Conseiller de la reine (1883), en 1887 il est nommé juge à la Cour suprême des Territoires du Nord-Ouest, et en est le premier juge en chef en 1902-1903,. 
Il devient juge en chef à Calgary en 1909. 